# Resolutie 1826 Veiligheidsraad Verenigde Naties
Resolutie 1826 van de Veiligheidsraad van de Verenigde Naties werd unaniem aangenomen door de VN-Veiligheidsraad op 29 juli 2008 en verlengde de mandaten van de VN-vredesmacht en de Franse troepen die die macht ondersteunden met een half jaar.

## Achtergrond
In 2002 brak in Ivoorkust een burgeroorlog uit tussen de regering in het christelijke zuiden en rebellen in het islamitische noorden van het land. In 2003 leidden onderhandelingen tot de vorming van een regering van nationale eenheid en waren er Franse en VN-troepen aanwezig. In 2004 zegden de rebellen hun vertrouwen in de regering op en namen opnieuw de wapens op. Op 6 november kwamen bij Ivoriaanse luchtaanvallen op de rebellen ook 9 Franse vredeshandhavers om. Nog die dag vernietigden de Fransen de gehele
Ivoriaanse luchtmacht, waarna ongeregeldheden uitbraken in de hoofdstad Abidjan.

## Inhoud

### Waarnemingen
De Veiligheidsraad had het Ouagadougou-Akkoord tussen president Laurent Gbagbo en rebellenleider Guillaume Soro en de benoeming van Soro tot Eerste Minister gesteund. De autoriteiten hadden een eerste ronde van de presidentsverkiezingen aangekondigd en werden aangemoedigd woord te houden.
Opnieuw werden alle pogingen om het vredesproces te destabiliseren veroordeeld. Ondanks de verbetering bleven verder de mensenrechtenschendingen, waaronder seksueel geweld, zich opstapelen.

### Handelingen
De Veiligheidsraad vernieuwde de mandaten van de UNOCI-vredesmacht en de ondersteunende Franse troepen tot 31 januari 2009 om voornamelijk de organisatie van vrije, open, eerlijke en transparante verkiezingen te ondersteunen.
De Veiligheidsdiensten van Ivoorkust werden aangespoord een veiligheidsplan voor de verkiezingen uit te tekenen. Ook werd herhaald dat de publicatie van de verkiezingslijst een cruciale stap was.

## Verwante resoluties
- Resolutie 1782 Veiligheidsraad Verenigde Naties (2007)
- Resolutie 1795 Veiligheidsraad Verenigde Naties
- Resolutie 1842 Veiligheidsraad Verenigde Naties
- Resolutie 1865 Veiligheidsraad Verenigde Naties (2009)

Lijst ·  1795 ·  1796 ·  1797 ·  1798 ·  1799 ·  1800 ·  1801 ·  1802 ·  1803 ·  1804 ·  1805 ·  1806 ·  1807 ·  1808 ·  1809 ·  1810 ·  1811 ·  1812 ·  1813 ·  1814 ·  1815 ·  1816 ·  1817 ·  1818 ·  1819 ·  1820 ·  1821 ·  1822 ·  1823 ·  1824 ·  1825 ·  1826 ·  1827 ·  1828 ·  1829 ·  1830 ·  1831 ·  1832 ·  1833 ·  1834 ·  1835 ·  1836 ·  1837 ·  1838 ·  1839 ·  1840 ·  1841 ·  1842 ·  1843 ·  1844 ·  1845 ·  1846 ·  1847 ·  1848 ·  1849 ·  1850 ·  1851 ·  1852 ·  1853 ·  1854 ·  1855 ·  1856 ·  1857 ·  1858 ·  1859